# Judo vid olympiska sommarspelen 1976
Resultat från tävlingarna i judo under olympiska sommarspelen 1976.

## Medaljsummering

### Medaljtabell
| Pl.    | Nation         | Guld | Silver | Brons | Totalt |
| ------ | -------------- | ---- | ------ | ----- | ------ |
| 1      | Japan          | 3    | 1      | 1     | 5      |
| 2      | Sovjetunionen  | 2    | 2      | 1     | 5      |
| 3      | Kuba           | 1    | 0      | 0     | 1      |
| 4      | Sydkorea       | 0    | 1      | 2     | 3      |
| 5      | Storbritannien | 0    | 1      | 1     | 2      |
| 6      | Västtyskland   | 0    | 1      | 0     | 1      |
| 7      | Frankrike      | 0    | 0      | 1     | 1      |
| 7      | Ungern         | 0    | 0      | 1     | 1      |
| 7      | Italien        | 0    | 0      | 1     | 1      |
| 7      | Polen          | 0    | 0      | 1     | 1      |
| 7      | Schweiz        | 0    | 0      | 1     | 1      |
| 7      | USA            | 0    | 0      | 1     | 1      |
| 7      | Jugoslavien    | 0    | 0      | 1     | 1      |
| Totalt | Totalt         | 6    | 6      | 12    | 24     |

### Herrar
| Event                               | Guld                            | Silver                           | Brons                                                     |
| Lättvikt (63 kg) Detaljer...        | Héctor Rodríguez Kuba           | Chang Eun-Kyung Sydkorea         | Felice Mariani Italien József Tuncsik Ungern              |
| Halv mellanvikt (70 kg) Detaljer... | Vladimir Nevzorov Sovjetunionen | Koji Kuramoto Japan              | Marian Tałaj Polen Patrick Vial Frankrike                 |
| Mellanvikt (80 kg) Detaljer...      | Isamu Sonoda Japan              | Valerij Dvoynikov Sovjetunionen  | Slavko Obadov Jugoslavien Park Young-Chul Sydkorea        |
| Halv tungvikt (93 kg) Detaljer...   | Kazuhiro Ninomiya Japan         | Ramaz Charsjiladze Sovjetunionen | Jürg Röthlisberger Schweiz David Starbrook Storbritannien |
| Tungvikt (+93 kg) Detaljer...       | Sergej Novikov Sovjetunionen    | Günther Neureuther Västtyskland  | Allen Coage USA Sumio Endo Japan                          |
| Öppen klass Detaljer...             | Haruki Uemura Japan             | Keith Remfry Storbritannien      | Cho Jea-Ki Sydkorea Sjota Tjotjisjvili Sovjetunionen      |